# كريس واتسون (رسام)
كريس واتسون (بالإنجليزية: Chris Watson)‏ هو رسام بريطاني، ولد في 10 ديسمبر 1952 في شفيلد في المملكة المتحدة.

## وصلات خارجية
- الموقع الرسمي
- كريس واتسون على موقع IMDb (الإنجليزية)
- كريس واتسون على موقع ميوزك برينز (الإنجليزية)
- كريس واتسون على موقع إن إن دي بي (الإنجليزية)
- كريس واتسون على موقع أول ميوزيك (الإنجليزية)
- كريس واتسون على موقع ديسكوغز (الإنجليزية)